# Високо (Шенчур)
Високо (словен. Visoko) је насељено место у општини Шенчур, Горењска регија, Словенија.

## Историја
До територијалне реорганизације у Словенији било је у саставу старе општине Крањ.

## Становништво
У попису становништва из 2011. године, Високо је имало 877 становника.
| Број становника према пописима | Број становника према пописима | Број становника према пописима |
| ------------------------------ | ------------------------------ | ------------------------------ |
| 1991                           | 2002                           | 2011                           |
| 708                            | 802                            | 877                            |